# II. Pakórosz pártus király
II. Pakórosz (pártus nyelven 𐭐𐭊𐭅𐭓; Pakur) a Pártus Birodalom királya i. sz. 78-tól 110-ig.

## Származása
Pakórosz i. sz. 61/62 körül született I. Vologaészész király egyik fiatalabb fiaként. Neve a Pakur (óiráni nyelven bag-puhr, jelentése "Isten fia") görög változatának (Πακώρος) átirata. Apja uralkodása idején a Pártus Birodalom megerősödött, nyugati határain háborúkkal igyekezett kiterjeszteni befolyási övezetét. Vologaészész őt választotta ki utódjául, utolsó éveiben közösen kormányoztak. Apja 78-ban meghalt, a 16-17 éves Pakórosznak pedig egy egész birodalom gondjai szakadtak a nyakába. Feltehetően róla írta azt a kortárs római költő Statius azt, hogy csak egy fiú (puer).

## Uralkodása
Röviddel trónra lépését követően fivére, II. Vologaészész fellázadt ellene; felkelését 80-ra sikerült leverni. Ezzel párhuzamosan, 79/80-ban újabb trónkövetelő jelentkezett, III. Artabanosz, aki elsősorban Babilóniában rendelkezett támogatással. Utóbbi arról nevezetes, hogy menedéket adott az Ál-Nerónak, Terentius Maximusnak. Megígérte neki hogy sereget bocsát a rendelkezésére Róma meghódítására, de aztán rájött, hogy szélhámossal van dolga. 81 után eltűnnek III. Artabanosz pénzérméi, vagyis valószínűleg Pakórosz legyőzte őt.
Apjához hasonlóan Pakórosznaknak is az volt az egyik fő stratégiai célja, hogy a Pártus Birodalmon áthaladó kereskedelmi útvonalakat hozzon létre a Távol-Kelet és India, valamint a Mediterráneum között; ezzel fellendítette volna országa gazdaságát és jelentős vámbevételhez jutott volna. Ennek érdekében igyekezett jó kapcsolatokat ápolni az érintett államokkal, elsősorban a kínai Han-dinasztiával. 97-ben Pan Csao a Tarim-medence kínai kormányzója követet küldött a Római Birodalomba. A követ, Kan Jing útközben meglátogatta Pakórosz hekatompüloszi udvarát. Ezután elért a Perzsa-öbölig, de a helyi hatóságok meggyőzték hogy Rómába csak úgy juthat el, ha hajóval megkerüli az Arab-félszigetet. A hosszúnak és veszélyesnek mondott hajóúttól megrémült és inkább hazaindult. A császárnak az alapján számolt be a Római Birodalomról, amit a pártus vendéglátói meséltek neki.
A pártusok Hvárezm, Baktria és a Hindukus régióiban is erősítették befolyásukat, ez jól megfigyelhető a helyben vert pénzérmék külalakján. Az idősödő Pakórosz – akárcsak apja tette – társuralkodóként maga mellé vette utódjául kiszemelt fiát, III. Vologaészészt. 109-ben újabb trónkövetelő, I. Khoszroész jelentkezett. A következő évben Pakórosz eladta a felső-mezopotámiai pártus vazallus királyságot, Oszrhoénét VII. Abgar királynak. Még ugyanebben az évben meghalt és a trónon III. Vologaészész követte, aki megörökölte tőle a Khoszroész elleni háborút is.
Vologaészészen kívül Pakórosznak legalább három másik fia is volt. Közülük kettő, Axidarész és Parthamaszirisz a vazallus Örményország trónján ült, míg Meredatész a dél-mezopotámiai Kharakéné uralkodója volt.

## Pénzei

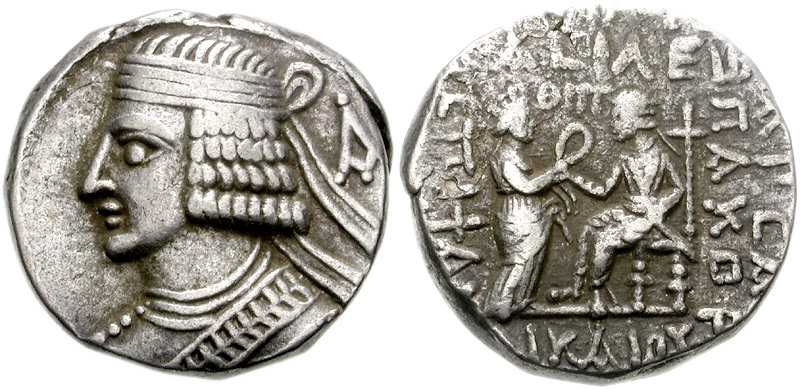
Pakórosz korai pénze, ahol még szakáll nélkül, diadémmal ábrázolták

Az általa kiadott érmék előoldalán Pakórosz arcképe látható, eleinte királyi diadémmal a fején és a pártusoknál ritkán látható módon szakáll nélkül, mutatva hogy valóban fiatalon került a trónra. 82/83 után már szakállasan ábrázolták. 93–96-ot követően apjához hasonlóan magas tiarát visel a fején.
Az érmék hátoldalán Tükhé görög istennő avatja fel őt királlyá. Uralkodása alatt nagyrészt felhagytak (főleg azokon amelyeket Ekbatanában vertek) a régi szokással, hogy a pénzen az ülő uralkodó látszik íjjal és nyíllal. Utódja, aztán visszatért ehhez. A pártusok a hellenisztikus ikonográfiát használták saját iráni isteneik ábrázolására is, így a pénzen lévő istennő feltehetően valójában Anahita vagy Asi, az uralkodói dicsőség (hvarenah) megszemélyesítőjeként.

## Fordítás
- Ez a szócikk részben vagy egészben  a   Pacorus II című angol Wikipédia-szócikk ezen változatának fordításán alapul.  Az eredeti cikk szerkesztőit annak laptörténete sorolja fel. Ez a jelzés csupán a megfogalmazás eredetét és a szerzői jogokat jelzi, nem szolgál a cikkben szereplő információk forrásmegjelöléseként.

| Előző uralkodó: I. Vologaészész | Pártus király 78-110 | Következő uralkodó: III. Vologaészész |